# ティヤナ・ボギチェヴィッチ
ティヤナ・ボギチェヴィッチ（Тијана Богићевић、1981年11月1日）は、セルビアの歌手である。2017年5月にユーロビジョン・ソング・コンテスト2017にてセルビア代表する。